# 跨國世遺
跨國世遺，是日本現役純種競賽馬匹。目前主要勝場有2024年日經賞及目黑紀念。

## 出賽前
2019年4月21日出生於北海道安平町追分牧場，成長途中被馬主村木克子購入。
其後交由美浦訓練中心練馬師堀宣行訓練。

## 競賽生涯

### 2歲
2021年12月5日出戰中京競馬場2歲新馬戰，保持於前方位置下未能在直路有效加速，最終以第六落敗。
其後進入長期休養。

### 3歲
2022年8月7日於3歲未勝利戰復出，但於其中亦未能發揮優秀的表現僅跑獲第五。
8月28日繼續出戰3歲未勝利戰，本次比賽選擇於中後方位置等待時機，但於通過第四彎道時迅速在外檔取位，進入直路後亦能爆發出優秀的末腳速度一舉超越所有對手，最終更拉開5馬位率先衝線取得首勝。
稍為休養後於10月在一捷馬戰岩船特別取得亞軍後，接連於3歲以上一捷馬戰及尾張特別中均以優秀的末腳速度突破馬群，成功取得連勝。

### 4歲
2023年年初出戰飛驒錦標，雖然於比賽途中維持於有利位置並在直路上發揮不俗，但仍然未能壓制Sefer Rasiel，最終以頭位差距落敗。
稍為休養後於6月10日出戰六月錦標，本次比賽其選擇居中戰術，並於比賽途中稍為多有至約莫第十二的位置。進入直路後，其於外檔位置迅速加速，雖然蠶食前方不少對手，但最終被勢頭更猛烈的出擊即中超越下再度取得第二。
8月19日出戰日本海錦標，然而於直路上未能表現出以往的衝勁，最終一直馬群中央下以第七落敗。
賽後，陣營決定對其施以閹割手術，完成後進入休養狀態。

### 5歲
2024年2月3日復出，出戰日本盃世界最佳賽馬賽事紀念。比賽開始後，其於中團後方位置保持穩定的姿態追走，於通過第四彎道時候仍然處於此位置並稍為外點。進入直路後，其展現出優秀的加速力不斷追擊前方，最終成功衝出之下取得勝利。
3月23日出戰日經賞，再度採用後上戰術下於第二圈第三彎道開始加速，並向前進佔有利位置。進入直路後，其憑借過彎時候的提早發力，於直路入口經已早早進入全速狀態，最終一舉衝出之下成功爆出出末腳速度，以1/2馬位戰勝Chrominance取得首個分級賽冠軍。
其後並未使用優先出賽權出戰春季天皇賞，意思於5月下旬以目黑紀念作為目標。比賽開始後，其以較為穩定的速度進佔後方約莫第十一的位置，於比賽途中未有太大動作，直至第四彎道才進入準備加速的姿態。進入直路後，其隨即於外檔位置開步不斷衝出，維持良好的勢頭下爆發出後600米32.9秒的恐怖速度，最終追至前方下超越早前透出的玫瑰騎士、Chrominance及里見騰輝，成功達成分級賽連勝。
6月23日首次挑戰一級賽寶塚紀念，然而維持於中後方位置下在直路無法順利加速衝刺，最終逐步後退之下以第十一大敗。
11月24日復出出戰日本盃，比賽開始後隨即大漏閘，因而需要留後追走。進入直路後，其亦未能表現出明顯的加速姿態，最終僅跑獲第十的戰績。
年末出戰有馬紀念，比賽初段選擇進佔中團後方的位置逐步推進，於最後彎道時候稍為抽出望空加速，但於直路上未能順利衝刺，最終僅能戰勝其他失速的賽駒以第十完賽。

### 6歲
2025年首戰為三級賽鑽石錦標，比賽初段穩步進佔中團位置，在比賽途中一直未有太大動作下在最後彎道才逐步發力。進入直路後，其進入狀態下待前方馬群散開後徐徐衝刺在中檔突圍，但仍然未能追上拯救者、駿和真、Vermicelles及迅追風，以第五的戰績完賽。
休養後在8月出戰札幌紀念，沿途保持在中團靠後的位置，進入直路後一直在中內欄位置展開加速，但最終力有不逮下僅能和好脆跑獲平頭第七。

### 詳細賽績
| 日期       | 舉辦國家 | 馬場 | 距離   | 級別 | 賽事名稱                   | 負重 | 騎師     | 馬號 | 出馬 | 名次 | 時間   | 頭馬（二馬）      |
| ---------- | -------- | ---- | ------ | ---- | -------------------------- | ---- | -------- | ---- | ---- | ---- | ------ | ----------------- |
| 5/12/2021  | 日本     | 中京 | 草2000 |      | 2歲新馬                    | 55   | 松山弘平 | 5    | 6    | 6    | 2:06.3 | Shelby's Eye      |
| 7/8/2022   | 日本     | 新潟 | 草2000 |      | 3歲未勝利                  | 56   | 松山弘平 | 1    | 18   | 5    | 2:00.6 | Kaiser            |
| 28/8/2022  | 日本     | 新潟 | 草2000 |      | 3歲未勝利                  | 56   | 杜滿萊   | 11   | 18   | 1    | 2:00.8 | （Aokami）        |
| 22/10/2022 | 日本     | 新潟 | 草2200 |      | 岩船特別                   | 54   | 菱田裕二 | 8    | 16   | 2    | 2:15.1 | Balaji            |
| 26/11/2022 | 日本     | 東京 | 草2400 |      | 3歲以上一捷馬戰            | 55   | 紀仁安   | 4    | 7    | 1    | 2:26.1 | （For Good）      |
| 18/12/2022 | 日本     | 中京 | 草2200 |      | 尾張特別                   | 55   | 菱田裕二 | 3    | 12   | 1    | 2:13.6 | （Eikai McEnroe） |
| 29/1/2023  | 日本     | 中京 | 草2200 |      | 美濃錦標                   | 57   | 松山弘平 | 3    | 7    | 2    | 2:12.9 | Sefer Rasiel      |
| 10/6/2023  | 日本     | 東京 | 草2400 |      | 六月錦標                   | 57   | 內田博幸 | 7    | 18   | 2    | 2:23.3 | 出擊即中          |
| 19/8/2023  | 日本     | 新潟 | 草2200 |      | 日本海錦標                 | 58   | 內田博幸 | 6    | 13   | 7    | 2:12.3 | 堅韌力            |
| 3/2/2024   | 日本     | 東京 | 草2400 |      | 日本盃世界最佳賽馬賽事紀念 | 57   | 金美琪   | 5    | 12   | 1    | 2:23.6 | （King's Reign）  |
| 23/3/2024  | 日本     | 中山 | 草2500 | GII  | 日經賞                     | 57   | 鮫島克駿 | 6    | 10   | 1    | 2:13.4 | （Chrominance）   |
| 26/5/2024  | 日本     | 東京 | 草2500 | GII  | 目黑紀念                   | 58.5 | 莫雷拉   | 9    | 13   | 1    | 2:32.3 | （玫瑰騎士）      |
| 23/6/2024  | 日本     | 京都 | 草2200 | GI   | 寶塚紀念                   | 58   | 連達文   | 1    | 13   | 11   | 2:14.5 | 響號              |
| 24/11/2024 | 日本     | 東京 | 草2400 | GI   | 日本盃                     | 58   | 鮫島克駿 | 5    | 14   | 10   | 2:26.3 | 勝局在望          |
| 22/12/2024 | 日本     | 中山 | 草2500 | GI   | 有馬紀念                   | 58   | 鮫島克駿 | 12   | 15   | 10   | 2:32.6 | 蕾麗宮            |
| 22/2/2025  | 日本     | 京都 | 草3400 | GIII | 鑽石錦標                   | 59   | 鮫島克駿 | 16   | 11   | 5    | 3:33.3 | 拯救者            |
| 17/8/2025  | 日本     | 札幌 | 草2000 | GII  | 札幌紀念                   | 58   | 金美琪   | 3    | 16   | 7    | 2:02.3 | 技超卓            |

## 血統簡介
父系夏威夷王爲日本賽駒，生涯戰績極爲優秀，僅得一戰未能獲勝，曾勝出一級賽NHK一哩賽及東京優駿（日本打吡），爲日本史上首匹贏得變則二冠的賽駒。祖父金滿寶爲美國生產的法國賽駒，曾三勝一級賽，亦爲近代著名種馬之一。
母系Anchuras為日本賽駒，生涯僅勝出條件戰級別的賽事。外祖父大震撼爲日本賽駒，爲日本賽馬史上第二匹無敗三冠馬，生涯出戰十四場賽事僅得兩場未能勝出，退役後配種成績亦極爲優秀。

### 血統表
| 父線：金滿寶系（淘金者系）       |                          |               |                |
| 種馬 夏威夷王 2001年（棗色）     | 金滿寶 1990年（棗色）    | 淘金者        | Raise a Native |
| 種馬 夏威夷王 2001年（棗色）     | 金滿寶 1990年（棗色）    | 淘金者        | Gold Digger    |
| 種馬 夏威夷王 2001年（棗色）     | 金滿寶 1990年（棗色）    | Miesque       | 雷利耶夫       |
| 種馬 夏威夷王 2001年（棗色）     | 金滿寶 1990年（棗色）    | Miesque       | Pasadoble      |
| 種馬 夏威夷王 2001年（棗色）     | Manfath 1991年（深棗色） | 最後大官      | Try My Best    |
| 種馬 夏威夷王 2001年（棗色）     | Manfath 1991年（深棗色） | 最後大官      | Mill Princess  |
| 種馬 夏威夷王 2001年（棗色）     | Manfath 1991年（深棗色） | Pilot Bird    | Blakeney       |
| 種馬 夏威夷王 2001年（棗色）     | Manfath 1991年（深棗色） | Pilot Bird    | The Dancer     |
| 繁殖雌馬 Anchuras 2009年（棗色） | 大震撼 2002年（棗色）    | 週日寧靜      | Halo           |
| 繁殖雌馬 Anchuras 2009年（棗色） | 大震撼 2002年（棗色）    | 週日寧靜      | Wishing Well   |
| 繁殖雌馬 Anchuras 2009年（棗色） | 大震撼 2002年（棗色）    | 風中秀髮      | Alzao          |
| 繁殖雌馬 Anchuras 2009年（棗色） | 大震撼 2002年（棗色）    | 風中秀髮      | Burghclere     |
| 繁殖雌馬 Anchuras 2009年（棗色） | Ancho 1998（棗色）       | Wild Zone     | Wild Again     |
| 繁殖雌馬 Anchuras 2009年（棗色） | Ancho 1998（棗色）       | Wild Zone     | Music Zone     |
| 繁殖雌馬 Anchuras 2009年（棗色） | Ancho 1998（棗色）       | Ruth Ann d'Or | Tour d'Or      |
| 繁殖雌馬 Anchuras 2009年（棗色） | Ancho 1998（棗色）       | Ruth Ann d'Or | Loudmouth Time |
| 雌系：號族：9-e                  |                          |               |                |
| 五代內近親交配：北地舞人 5×5     |                          |               |                |

## 命名由來
名字Struve（シュトルーヴェ）出自北歐到黑海、穿越共10個國家的一組三角測量點：斯特鲁维测地弧，香港則以穿越欧洲眾多國家之特點，以及其於2005年入選聯合國教科文組織世界文化遺產一事，以「跨國世遺」作為翻譯。

## 外部連結
- 跨國世遺 netkeiba.com （页面存档备份，存于）
- 血統表